# Lohse (cráter)

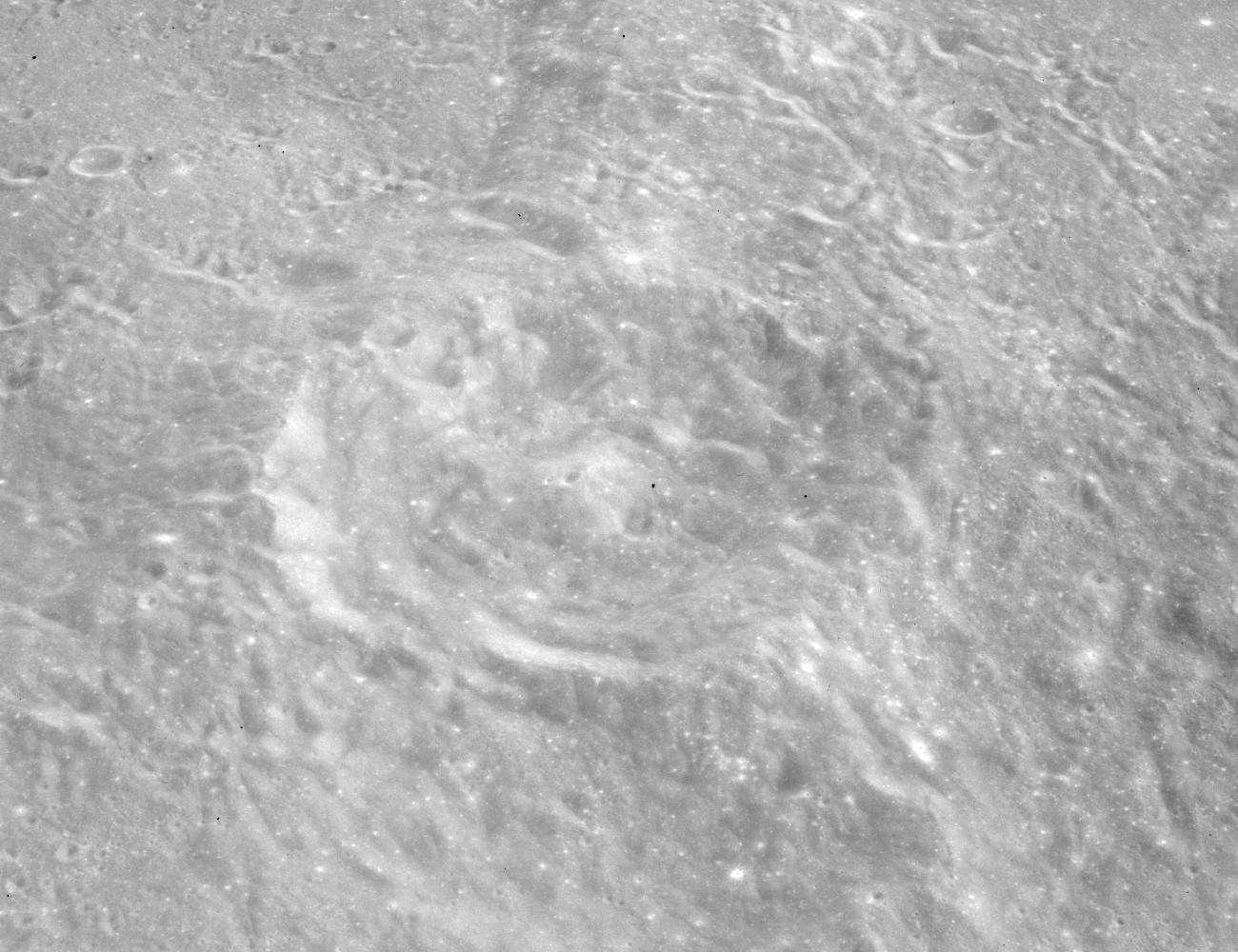
Fotografía de la misión Apolo 15

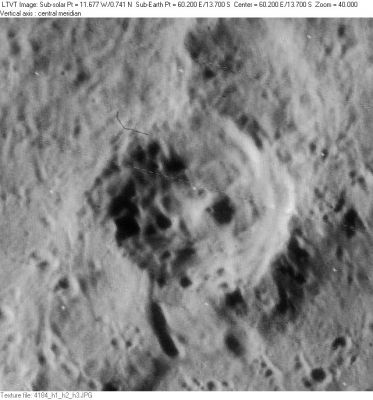
Fotografía de la misión Lunar Orbiter 4

Lohse es un cráter de impacto lunar situado en el borde oriental de Mare Fecunditatis. Está unido al borde norte del cráter más grande Vendelinus. Al norte se halla el prominente cráter Langrenus.
|  |

El interior de Lohse es áspero, con un pico central notable. Un impacto más antiguo, denominado Langrenus E, está unido al borde norte.